# مركز نيابة غدو
نيابة غدو نيابة جبلية ضمن الحزام الأخضر في جبال ظفار، وهي تابعة لولاية صلالة
تعتبر نيابة غدو من أهم النيابات الجبلية لولاية صلالة، حيث تعتبر الواجهة السياحية الريفية لمدينة صلالة. أغلب السياح القادمين لصلالة يقصدون الطبيعة الخلابة لهذه النيابة الجبلية في موسم الخريف .
وتقع في هذه النيابة مناظر خلابة التي تستقطب الزوار من جميع المناطق بالسلطنة وقد اقيم استديو خاص لنقل برامج تغطي فعاليات مهرجان خريف صلالة سنويا أضف إلى ذلك وقوع مخيم البلدية في سهل ايتين التابع للنيابة وتتميز هذه المنطقة الجميلة بقربها من جميع الخدمات مما جعلها محل لاستقطاب الاهالي والزوار.

## سكان النيابة
يسكن نيابة غدو قبائل الشحري و الكثيري والبراعمة